# 乔端镇
乔端镇，是中华人民共和国河南省南阳市南召县下辖的一个乡镇级行政单位。

## 行政区划
乔端镇下辖以下地区：
穆老庄村、水晶河村、西庄村、白阴沟村、古土门村、东乔村、上瓦房庄村、白水河村、扒地村、大竹园村、八里湾村、姬家庄村、八里坡村、河口村、石鼓村、九崖村、洞街村、玉葬村和马别湾村。